# Peultjes
Peultjes of peulen kunnen vergeleken worden met de doperwt, maar bij peultjes kan de gehele peul in jonge toestand gegeten worden. Peultjes zijn een soort erwt (Pisum sativum) en behoren tot de variëteit Pisum sativum var. saccharatum. In de dunne groene peul kunnen in het jonge stadium de nog minuscule doperwtjes aangetroffen worden.
Zie ook: Biologische zaaitabel

## Rassen
Er zijn langstro en kortstro rassen. De langstro rassen moeten aan gaas worden geteeld. Bekende langstro rassen zijn Record en Heraut en kortstro rassen Norli en Agio.

## Peultjes bereiden
Er zijn rassen die vrijwel of helemaal geen vlies in hun peulen ontwikkelen. Deze peulen kunnen zonder meer gegeten worden. Sommige oude rassen ontwikkelen wel een vlies, als ze in een laat stadium worden geoogst. Bij deze peulen zitten er langs de randen draden. Deze moeten goed verwijderd worden, samen met de beide punten van de peul. Dit wordt "afhalen" genoemd.
Peultjes kunnen op verschillende manieren bereid worden. Kort gekookt of gewokt zodat ze knapperig blijven, of lang gestoofd met boter zodat ze zacht worden zijn twee uitersten.
Suikererwten (sugar snaps) lijken op peultjes.

## Ziekten en plagen
Duiven verwoesten jonge aanplant, en komen ook op de erwtjes van doorgegroeide peultjes af.
| Wikibooks Kookboek bevat een recept voor Peultjes. |